# 杉崎美香のおやすみ図書館
『杉崎美香のおやすみ図書館』（すぎさきみかの おやすみとしょかん）は、USENのインターネット動画配信サービス"GyaO"で放送されていた番組である。

## 番組概要
- 番組の出演・朗読者は早朝の顔として知られる杉崎美香。彼女が夜のひと時に登場し、お薦めの小説を朗読するといった5分間番組である。
- GyaOのライフ&カルチャー チャンネルで、2006年8月1日より配信がスタートした。
- 番組は毎週月曜日〜金曜日の週5回、午後10時に配信。
- 備考
  - 番組の冒頭部では、杉崎による「本棚も閲覧室もないおやすみ図書館。それは私とあなたとのいくつかの物語…」、そして番組の最後には、「それではまた明日お会いしましょう。」のセリフがある。なお、番組は「おやすみなさい。」の一言によりその日の放送が終了する。
    - 番組の始まり方・終わり方は、「めざにゅ〜」と似た形式となっている。

  - 杉崎にとっては初の冠番組である。
  - 通常放送以外に番組PRや杉崎へのインタビューもある。
- 番組スローガン
「-秋の夜長に素敵な物語をお届け-「めざにゅ〜」でおなじみの杉崎美香さんが、おやすみ前のひとときに癒しの朗読をお届け！」
- 2007年4月1日のライフ&カルチャー チャンネル閉鎖に伴い終了。

## 放送内容
朗読した回（期間）/作品タイトル/著作者
- Vol.01〜Vol.12 - LOVERS -「キャメルのコートを私に」／谷村志穂（全12話）
- Vol.13〜Vol.22 - LOVERS -「ウエイト・オア・ノット」／安達千夏（全10話）
- Vol.23〜Vol.32 - Friends -「KISS」／島村洋子（全10話）
- Vol.33〜Vol.46 - Friends -「彼女の躓き」／唯川恵（全14話）
- Vol.47〜Vol.51 - つめたいよるに -「デューク」／江國香織（全5話）
- Vol.52〜Vol.56 - つめたいよるに -「夏の少し前」／江國香織（全5話）
- Vol.57〜Vol.61 - つめたいよるに -「草之丞の話」／江國香織（全5話）
- Vol.62〜Vol.66 - つめたいよるに -「夜の子どもたち」／江國香織（全5話）
- Vol.67〜Vol.72 - つめたいよるに -「スイート・ラバーズ」／江國香織（全5話）
- Vol.73〜Vol.91 - I Love You -「魔法のボタン」／石田衣良（全6話）
- Vol.92〜Vol.113 - I Love You -「卒業写真」／市川拓司（全22話）
- Vol.114〜Vol.147 - I Love You - 「透明ポーラーベア」／伊坂幸太郎（全34話）
- Vol.148〜Vol.152 - I Love You - 「そしてふたたび、私たちのこと」／角田光代（全5話）

## スタッフ
- プロデューサー：平出淳
- ディレクター：初瀬川啓太